# Impasse des Rigaunes
L'impasse des Rigaunes est une voie située dans le quartier d'Amérique du 19e arrondissement de Paris, en France.

## Situation et accès
Cette impasse est accessible depuis la rue du Docteur-Potain.

## Origine du nom
Elle porte le nom d'un ancien lieu-dit : Les Rigaunes ou Rigones. Les rigaunes étaient de petits drains conduisant les eaux à l'aqueduc de Belleville, qui alimentait l'abbaye de Saint-Martin-des-Champs.

## Historique
La voie est créée, au début des années 1990, sous le nom provisoire de « voie T/19 » et prend sa dénomination actuelle par un arrêté municipal du 5 décembre 1996.

## Au cinéma
Dans le film de Jean Pierre Melville Le Samouraï (1967), c'est au no 1 de l'impasse des Rigaunes qu'habite Alain Delon.